# Сан Пјетро а Петине (Перуђа)
Сан Пјетро а Петине је насеље у Италији у округу Перуђа, региону Умбрија.
Према процени из 2011. у насељу је живело 15 становника. Насеље се налази на надморској висини од 281 м.